# 大師出入口
大師出入口（だいしでいりぐち）は、神奈川県川崎市川崎区にある首都高速神奈川1号横羽線・首都高速神奈川6号川崎線の出入口である。
既設は東京方面のみの出入口であるが、2009年3月29日に横浜方面への出入口を開設した。
また、横浜方面への出入口は、首都高速神奈川6号川崎線との連絡路が建設され、大師JCTとなった。なお、川崎線→横羽線東京方面、横羽線横浜方面→川崎線は利用出来ない構造となっている。

## 歴史
- 1968年11月28日 : 東京方面出入口 供用開始
- 2009年3月29日 : 横浜方面出入口 供用開始
- 2010年10月20日 : 大師JCT供用開始に伴い首都高速神奈川6号川崎線と接続

## 大師料金所

### 下り線出口
- ブース数 : 1
  - ETC/一般 : 1

### 上り線入口
- ブース数 : 2
  - ETC/一般 : 1
  - 一般 : 1

### 下り線入口
首都高速の距離別料金制移行に伴い、下り線出口の料金所では、羽田出入口からの流入車についてのみ料金を徴収する。それ以外の車両については領収書の確認を行う。本線料金所については、大師本線料金所の項を参照する事。

## 標識の表示
出口
- 出口 : 大師
- 番号
  - 東京方面 : 151
  - 横浜方面 : 152A
- 方面 
  - 横浜方面 : 川崎駅 浮島  (409)
  - 東京方面 : 浮島 川崎市街 (409)

入口
- 入口 : 大師
- 番号
  - 東京方面 : 151
  - 横浜方面 : 152A

## 接続道路
直接接続
- 神奈川県道6号東京大師横浜線〈産業道路〉
- 国道409号〈大師道〉

間接接続
- 国道409号〈大師道〉〈浮島通り〉

## 周辺
- 大師橋駅（京浜急行電鉄大師線）
- 川崎貨物駅
- キングスカイフロント
- 川崎大師

## 隣
首都高速神奈川1号横羽線
(150)羽田出入口 -  (151) 大師出入口（東京方面出入口） - 大師TB - 大師PA - (152A)大師出入口（横浜方面出入口）/JCT - (153)浜川崎出入口
首都高速神奈川6号川崎線
(681)殿町出入口 -  (683) 大師出入口/JCT - 富士見出入口（予定）